# Growler Rock
Der Growler Rock (auch bekannt als Roca Gruñón) ist ein Rifffelsen im Archipel der Südlichen Shetlandinseln. Er liegt 1,5 km nordwestlich des Lions Rump im westlichen Teil der King George Bay von King George Island.
Wissenschaftler der britischen Discovery Investigations, die ihn 1937 kartierten, benannten ihn nach einem englischen Begriff für kleine Eisschollen, die kaum über den Meeresspiegel hinausragen.